# Thermomix

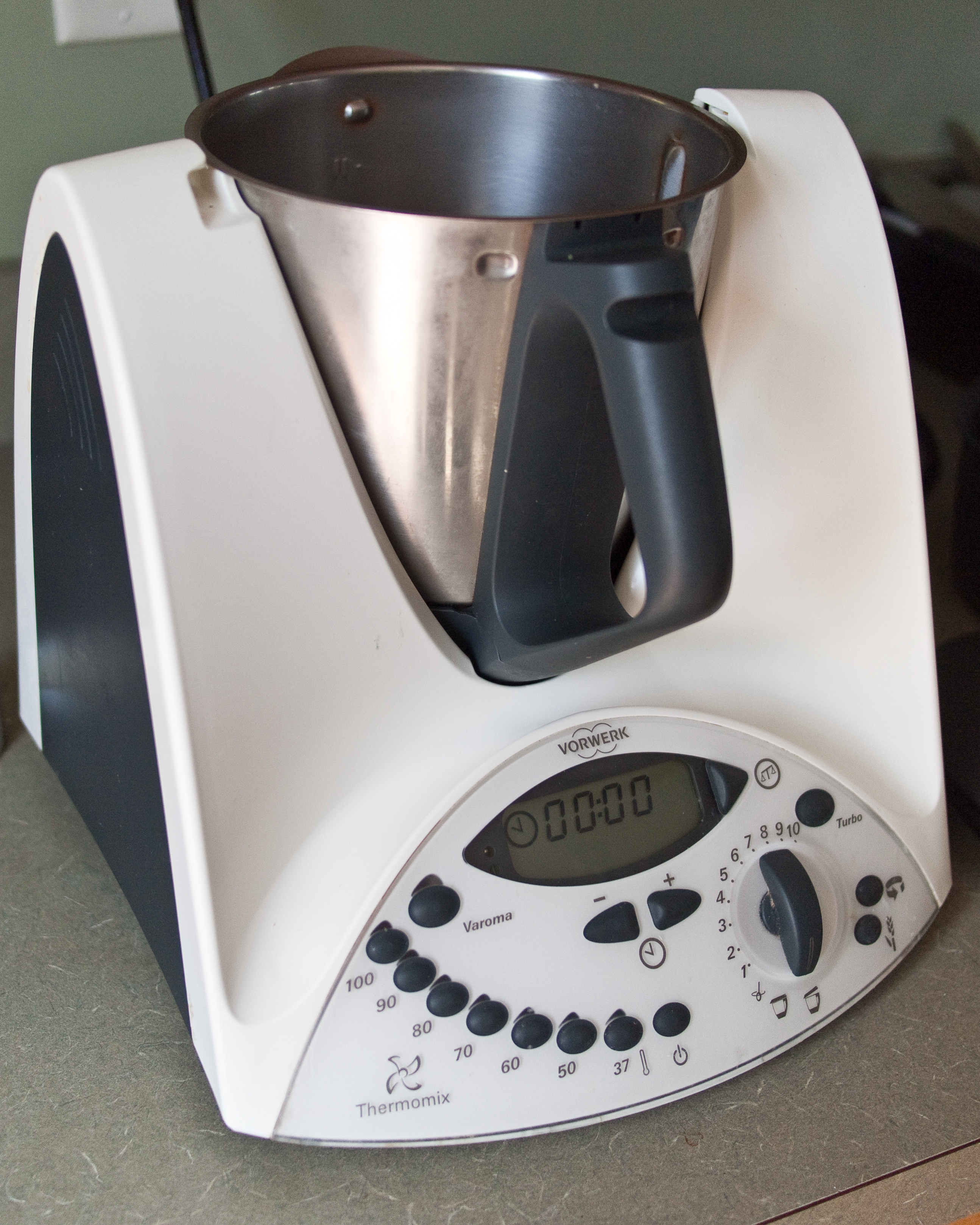
Thermomix TM31.

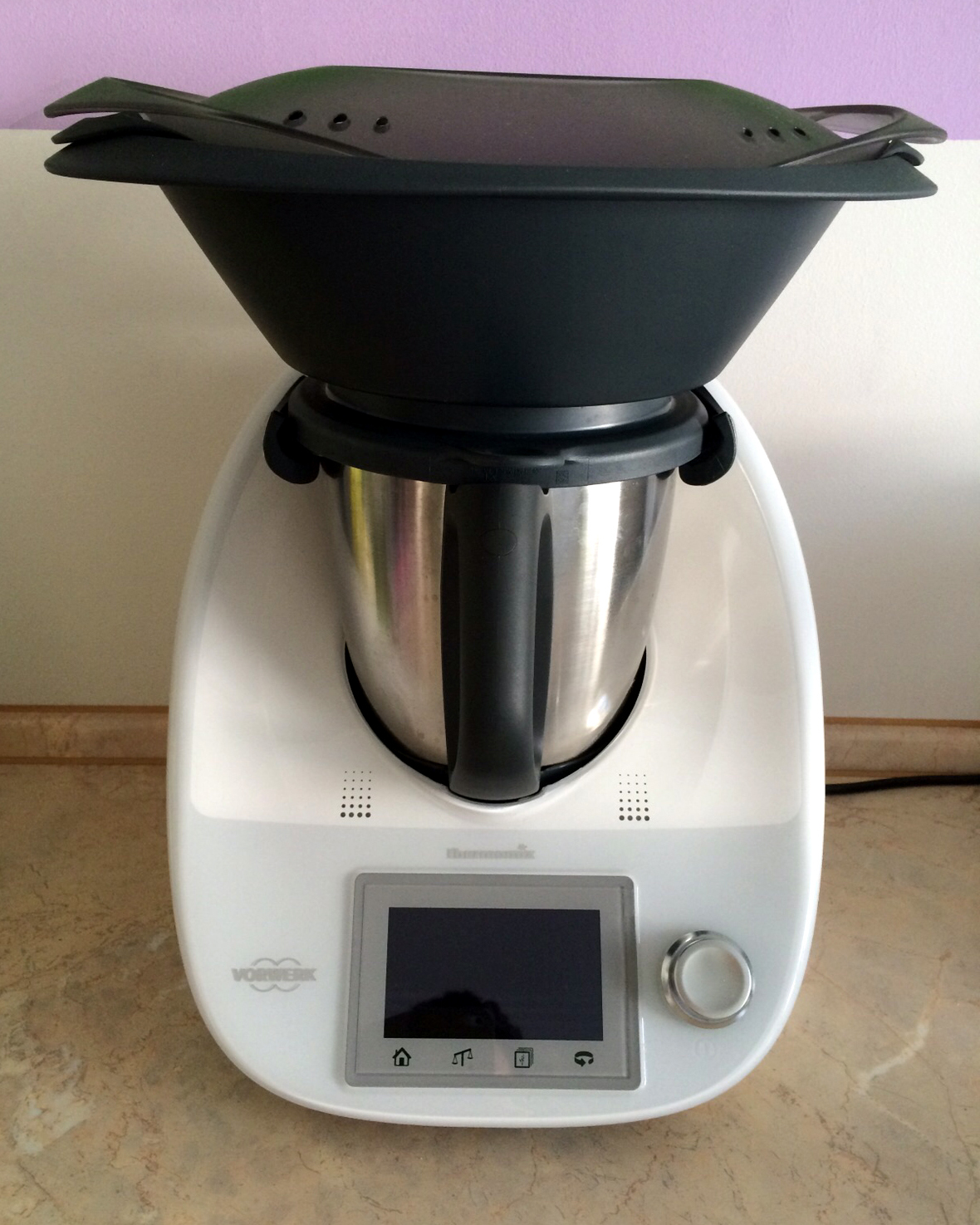
Thermomix TM5 2014

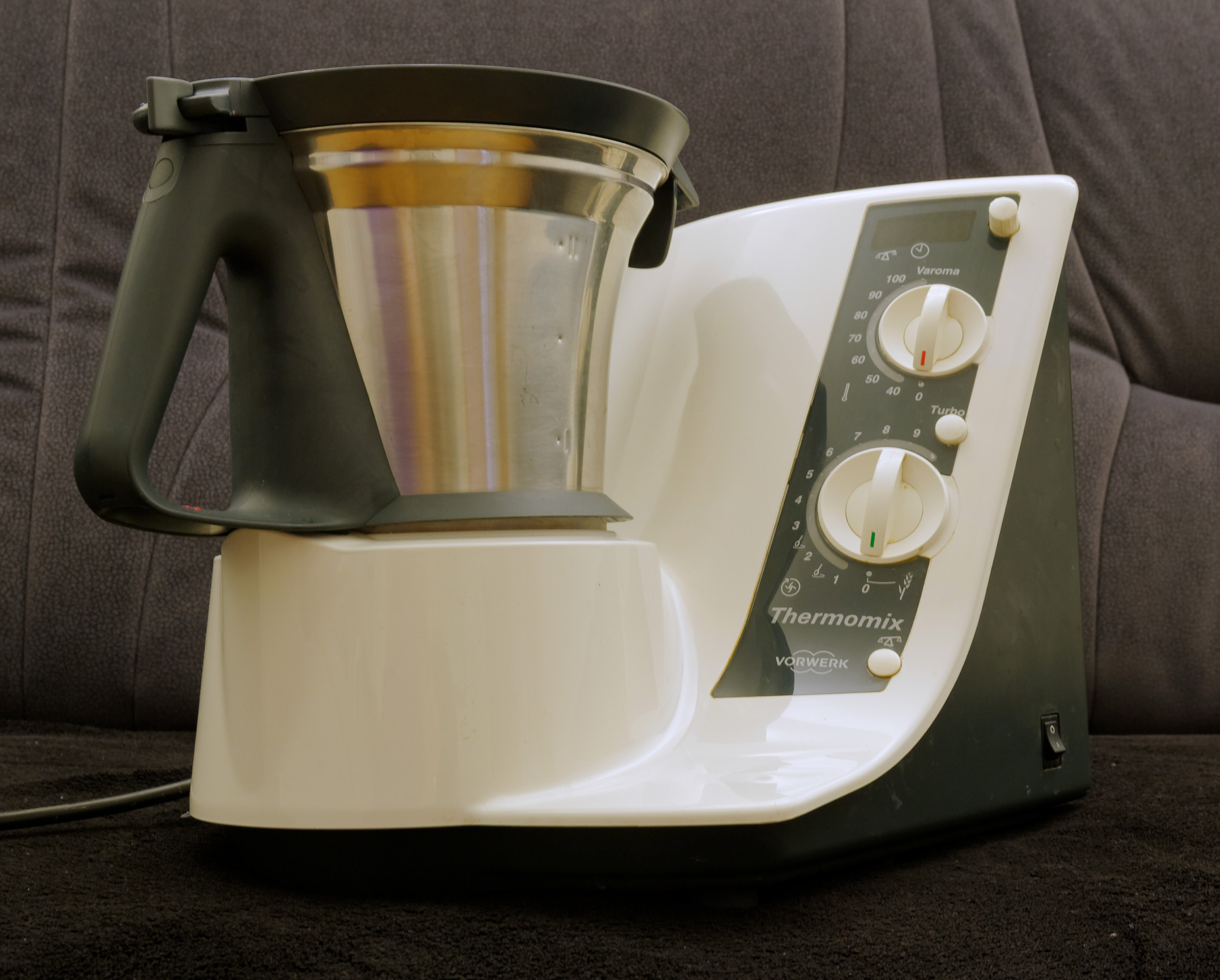
Thermomix TM 21

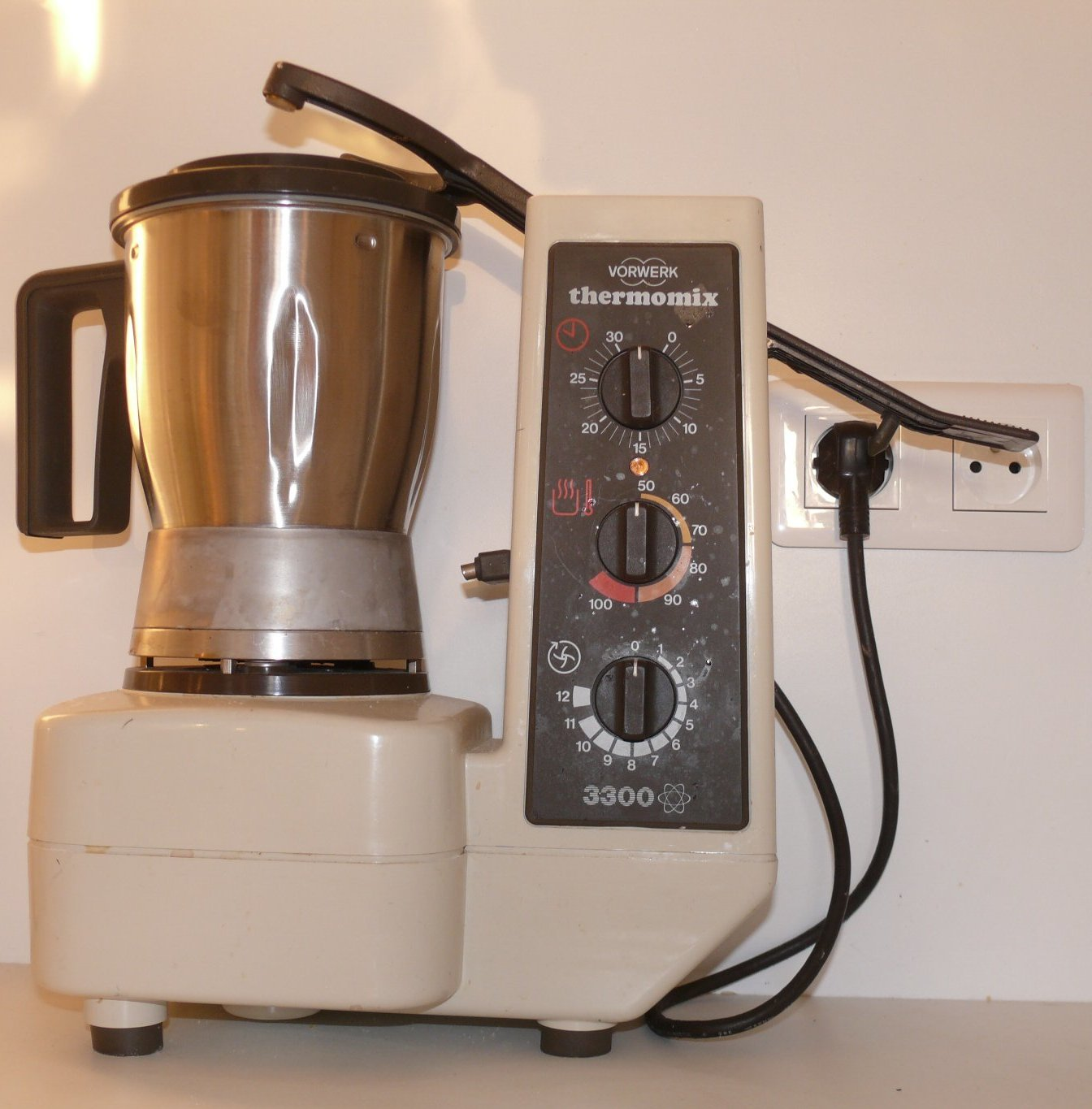
Thermomix 3300.

La Thermomix  (popularment en femení) és una batedora (combinada amb robot de cuina) fabricada per la companyia alemanya Vorwerk, capaç de fer moltes funcions, incloent-hi tallar, barrejar, pastar, coure a foc lent, bullir i coure al vapor. Encara que no incorpora la funció de forn, s'usa sovint per a preparar massa o pasta per a coure en un forn. Per això, pot moldre cereals com blat, espelta o blat de moro fins a obtenir farina, incorporant el gra complet a la massa. Respecte a altres processadores d'aliments, té un nombre petit d'accessoris bescanviables, ja que totes les funcions són realitzades per un únic instrument tallador.

## Descripció
La Thermomix es diferencia dels processadors d'aliments ordinaris en tenir un element de calefacció controlat termostàticament amb un rang de 37 °C a 120 °C en el model TM5, a 100 °C a la TM31 i models anteriors), un temporitzador i una escala incorporada per pesar directament a l'aparell.
Vorwerk afirma que el dispositiu es pot utilitzar per preparar àpats complets sense necessitat de coneixements culinaris avançats. 
El model actual és la Thermomix TM 31. Té balança integrada i una velocitat màxima de 10.000 rpm. Les crítiques han elogiat la seva polivalència però n'han assenyalat l'alt preu.

### Accessoris
- Got amb capacitat de 2 litres.
- Tapa
- Espàtula.
- Recipient varoma: és un recipient foradat pel fons, que serveix per a cuinar al vapor.
- Papallona: Ajuda a mantenir en moviment grans quantitats d'aliment; s'utilitza per preparar postres, lactis o iogurt.
- Cistell: Serveix per a colar, filtrar o escórrer, així com per a cuinar ingredients que no es poden barrejar entre si o que siguin delicats.
- Gobelet: Tapa de l'orifici que existeix en la tapa; reté la calor i evita esquitxades, permet d'altra banda l'accés al contingut del got.
- Inclou a més una bàscula integrada per a pesar els aliments assenyalats a mesura que s'incorporen i un cronòmetre.

## Màrqueting i distribució
La Thermomix es ven a través de vendes directes per part d'una força de vendes de "Thermomix consultants".
Vorwerk fomenta la venda de la Thermomix per mitjà de distribuïdors locals que organitzen demostracions a domicili, de manera que no sol estar disponible en botigues. Els accessoris i llibres de cuina específics estan igualment disponibles mitjançant representants locals. Hi ha una comunitat d'usuaris activa que comparteix receptes i trucs a Internet i és especialment popular a l'Estat espanyol, Itàlia i Austràlia.

## Models
Tres models continuen sent àmpliament utilitzats, els TM31, TM5 i TM6. La màquina europea es va llançar per primera vegada en un model 200Vac. El TM5 es va posar a la venda a Amèrica del Nord el 2015 i la TM6 a Europa al 2019.